# Dimitrios Bitsios
Dimitrios Bitsios (griechisch Δημήτριος Μπίτσιος, * 1915 in Alexandria; † 9. Januar 1984 in Athen) war ein griechischer Diplomat und Politiker.

## Biographische Daten
Er heiratete Angela Kyriazopoulou, sie hatten eine Tochter und einen Sohn. 1934 absolvierte er ein Studium der Politikwissenschaft sowie der Wirtschaftswissenschaft an der Nationalen und Kapodistrias-Universität Athen. 1939 trat er in den auswärtigen Dienst.
1945 war er Vizekonsul des Konsulats von Kairo. 1946 war er Gesandtschaftssekretär zweiter Klasse in Kairo. 1950 war er Gesandtschaftssekretär in London. Er war Mitglied der griechischen Delegation bei den Konferenzen von Zürich und London und auf Zypern. Von 1961 und 1965 sowie von 1967 bis 1972, während der Griechischen Militärdiktatur  war er ständiger Vertreter der Griechischen Regierung beim UNO-Hauptquartier.
Von 1965 bis 1966 leitete er die Politische Abteilung im Griechischen Außenministerium. Von 1966 bis 1972 war er Privatsekretär von Konstantin II. (Griechenland). 1974 war er Staatssekretär im Griechischen Außenministerium.  Von 17. Oktober 1974 bis zum 20. November 1977  war er  Griechischer Außenminister.
| Vorgänger                            | Amt                                                                                  | Nachfolger                              |
| ------------------------------------ | ------------------------------------------------------------------------------------ | --------------------------------------- |
| Pavlos Economou-Gouras Alexis Liatis | Ständiger Vertreter Griechenlands bei den Vereinten Nationen 1961–1965 und 1967–1972 | Alexis Liatis Konstantinos Panagiotakos |